# Confrérie des Chantres

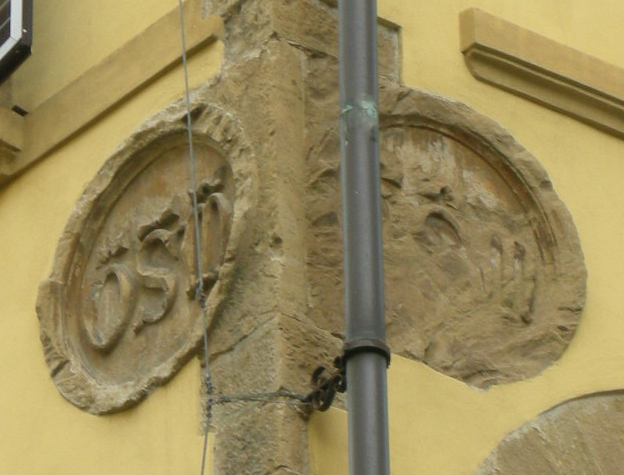
Armoiries des Chantres.

La Confrérie des Chantres (en italien, Compagnia dei Laudesi) ou de Saint Michel ou, par extension, de la « Sainte Vierge Marie de Saint Michel au Jardin » (della Beata Vergine pura Madonna Santa Maria di San Michele in Orto), est une confrérie de Florence, en Italie.

## Histoire

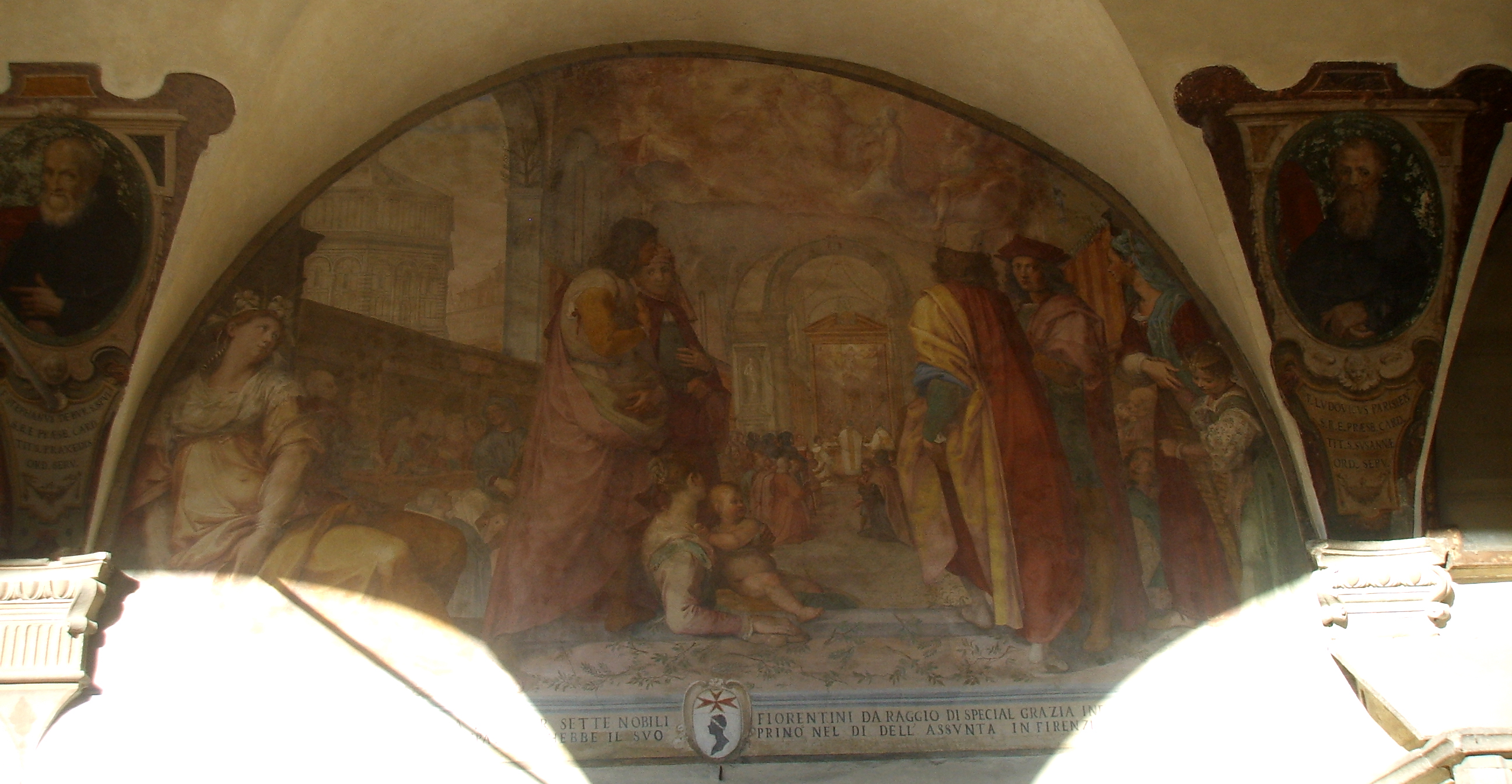
Bernardino Poccetti, Naissance du nouvel ordre de la Confrérie des Chantres, lunette du Grand Cloître de la basilique de la Santissima Annunziata.

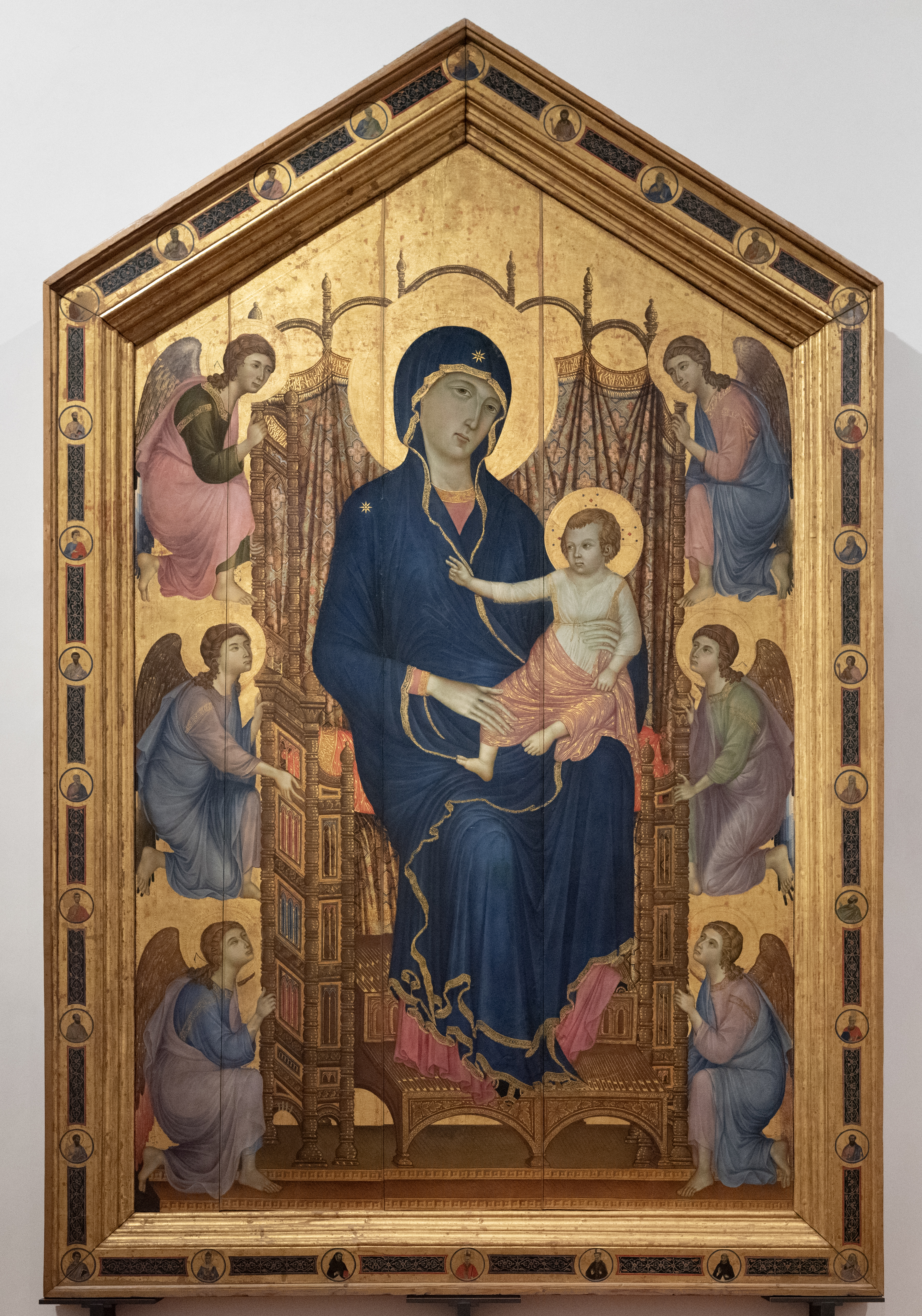
Duccio di Buoninsegna, la Madone Rucellai.

La confrérie, selon le témoignage de 1304 du cardinal Niccolò Alberti, aurait été fondée en 1244-1245 par Pierre de Vérone à l’occasion de son séjour florentin.
Il existe un document du 10 août 1291 qui prouve son existence et sa finalité originale à chanter des louanges à la Vierge, d'où le nom de Chantres (Laudesi), accompagnée de diverses pratiques religieuses. C'est donc une confrérie de dévotion, qui rassemble tous ceux qui sont attirés par une même forme de piété et qui permet une participation plus directe des laïcs à la liturgie. 
La confrérie commande un retable le 15 avril 1285 à Duccio di Buoninsegna pour la basilique Santa Maria Novella, la Madone Rucellai, qui se trouvait à l'origine dans la chapelle Bardi et qui est aujourd'hui conservé au musée des Offices. 
La confrérie s'est formée spontanément (et non à l'initiative de religieux qui officiaient dans une église) à la suite de la vénération grandissante des images sacrées peintes sur les piliers de la loggia florentine del Grano, la future église d'Orsanmichele, parmi lesquelles une Vierge à l'Enfant (attribuée par Giorgio Vasari à Ugolino di Nerio) et un Saint Michel. Une première pratique de dévotion à cet endroit, où une petite église et un petit monastère avaient existé du VIIIe au XIIIe siècle, est documentée en 1292, lorsque le soir, après la fermeture du marché, des fidèles se rassemblaient pour chanter des louanges à l'image mariale, qui en raison de ses pouvoirs prodigieux était nommée Madonna delle Grazie. Les miracles de l'effigie sont rappelés par le poète Antonio Pucci et Giovanni Villani.
La confrérie, bien qu'elle jouisse d'une grande estime populaire, est mal vue à la fois par les franciscains de la basilique Santa Croce de Florence et par les dominicains de Santa Maria Novella, qui l'accusent d'idolâtrie car ses réunions se déroulent dans un lieu profane, dédié aux affaires. La reconnaissance officielle n'a eu lieu que trois ans après sa fondation, en 1294, par l'évêque Andrea de' Mozzi.
En 1304, le bâtiment et l'image vénérée brûlent, mais la reconstruction commence rapidement, qui se déroule avec des pauses et se poursuit jusqu'en 1404. A cette occasion la loggia est fermée et une véritable église est créée au rez-de-chaussée (l'église d'Orsanmichele), pour laquelle Bernardo Daddi peint une nouvelle figure sacrée en 1347.
Les principales réunions de la confrérie ont lieu à la veille des principales fêtes : l'Immaculée Conception, l'Annonciation, la Purification, l'Assomption, Noël, Pâques, l'Ascension, la Pentecôte et les fêtes de saint Michel (archange), saint Jean le Baptiste, de sainte Réparate, de saint Laurent de Rome et à la Toussaint. Dès le début du XIVe siècle, la population commence également à se réunir tous les dimanches pour assister à l'homélie et discuter des affaires de la confrérie.
La confrérie a une relation privilégiée avec la municipalité, qui la reconnait légalement en 1318, afin qu'elle puisse obtenir sans problèmes juridiques les nombreux legs et héritages des défunts. En 1348, lors de la peste noire, elle obtient deux privilèges extraordinaires : la reconnaissance comme valides tous les testaments en sa faveur (vis-à-vis de la récusation éventuelle par les autres héritiers), ce qui lui vaut aussitôt la somme énorme de 350 000 florins d'or, et une large liberté d'action dans le domaine judiciaire. Ces privilèges préludent toutefois à son absorption par la Municipalité : la même année celle-ci est obligée de vendre la plupart de ses actifs à la République à un juste prix. À partir de 1349, l'élection des Capitaines est confiée au Conseil Municipal et à partir de 1352, l'élection commence à se faire par tirage au sort. La même année, la confrérie devient responsable de l'entretien et de l'embellissement de l'église d'Orsanmichele, fonction jusqu'alors assurée par l'Arte della Seta o di Por Santa Maria. En 1348, la confrérie commande le fameux tabernacle de marbre pour l'église à Andrea Orcagna.
Pour souligner l'intégration dans la structure publique, à partir de 1388, tous les joueurs de cornemuse et d'alto de la municipalité doivent interpréter chaque samedi les chantres à Orsanmichele.
Au cours des siècles suivants, la confrérie est divisée en plusieurs fractions, chacune dédiée à un lieu de culte particulier, s'étendant également à d'autres villes. Parmi les fractions florentines, celle de la basilique Santo Spirito possède un hôpital via Romana à partir de 1503.
Dès le milieu du XIVe siècle, la confrérie entame son déclin, jusqu'à sa suppression définitive en 1752, à l'époque de Léopold II (empereur du Saint-Empire) par le Conseil de régence, sur proposition du sénateur Giulio Rucellai. Son patrimoine est transmis à l'hôpital Santa Maria Nuova.

## Organisation
La confrérie se développe rapidement et entreprend des actions caritatives pour aider les pauvres et les nécessiteux. Elle est dirigée par des Capitaines, qui au fil du temps sont six, puis quatre, puis huit, en fonction pendant quatre mois, avec un Superviseur, choisi à tour de rôle, qui les préside. Ils se préoccupent essentiellement de gérer les généreuses offrandes faites à l'image sacrée et de faire des dons aux citoyens les plus pauvres.
Deux conseils se succèdent alors dans l'organisation, un permanent avec douze membres choisis parmi les confrères les plus autorisés, et un temporaire, qui se réunit pour des événements particulièrement graves ou importants avec un nombre variable de « sages » choisis par les Capitaines.
Enfin, il y avait trois camerlingues, des maires ou procureurs (qui s'occupent principalement des affaires avec les débiteurs de la société), des comptables et des « Provveditori del bene e dell'utilita  de' poveri e della Compagnia » (« Pourvoyeurs du bien et de l’utilité des pauvres et de la Compagnie »), qui contrôlent tous les officiers, à l'exception des Capitaines, auxquels ils rendent compte.
Au XIVe siècle, la fonction de « Gouverneur des chantres » apparait, qui a pour tâche de s'occuper des chants proprement dit.

## Fonctions

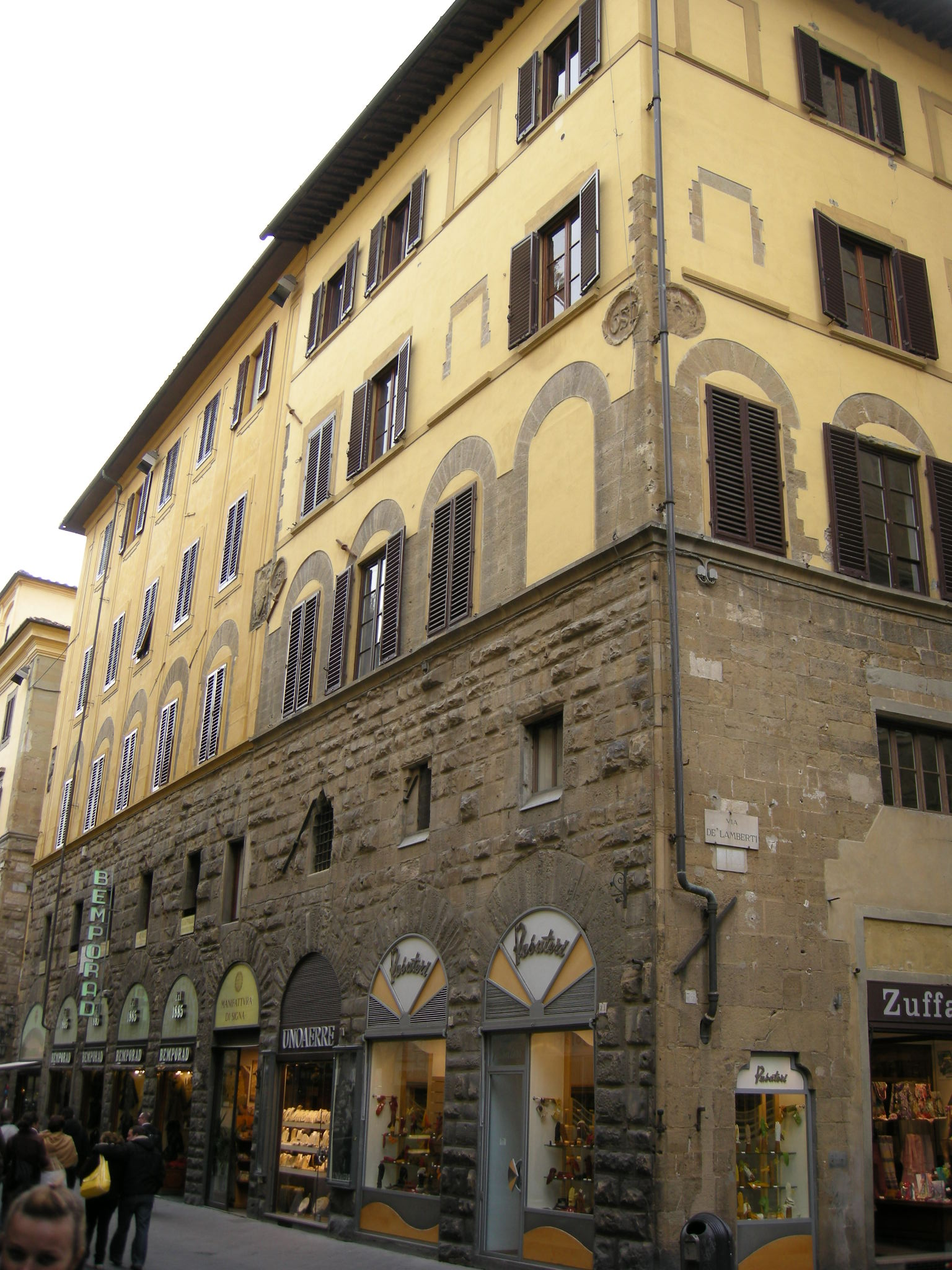
Palais de la Confrérie d'Orsanmichele.

Chaque confrère doit s'inscrire auprès d'un notaire, en indiquant son « popolo » de résidence (c'est-à-dire sa paroisse) ou, pour ceux de la campagne, la porte qu'ils empruntent pour entrer dans la ville. Ils doivent alors payer deux deniers par mois, réciter cinq Pater noster et cinq Ave Maria par jour, assister à toutes les homélies du dimanche et les jours de Carême sur la place  San Michele in Orto et, surtout, participer aux chants à chaque fête de la Vierge.

## Siège social et armoiries
Le siège de la société existe encore aujourd'hui et est situé en face de l'église d'Orsanmichele, dans un bâtiment gothique à l'angle de la via de' Calzaiuoli et de la via de' Lamberti, en bordure du Palazzo dei Cavalcanti. Sur le bâtiment, caractérisé par les grandes arches des entrepôts au rez-de-chaussée, encadrées par des bossages, les différents blasons de la confrérie sont encore visibles.
Le blason est composé des lettres dorées OSM (Or San Michele) sur champ bleu.
En plus du patronage d'Orsanmichele, la confrérie possédait diverses chapelles dans des églises florentines dont à Santa Maria Novella, la chapelle Bardi où se trouvait la Madonna Rucellai de Duccio di Buoninsegna, pour cette raison également appelée Madonna dei Laudesi.